# Espoonlahti
Espoonlahti (suédois : Esboviken) est un quartier de la ville d'Espoo et aussi le nom d'une baie éponyme de la mer Baltique.

## Lieux et bâtiments
- Piscine d'Espoonlahti
- Lycée d'Espoonlahti
- Église d'Espoonlahti
- Bibliothèque de Lippulaiva
- Centre commercial Lippulaiva
- Manoir de Soukanpohja
- Parc sportif d'Espoonlahti

## Transports
- Piste côtière Rantaraitti
- Kivenlahti (métro d'Helsinki)

## Galerie

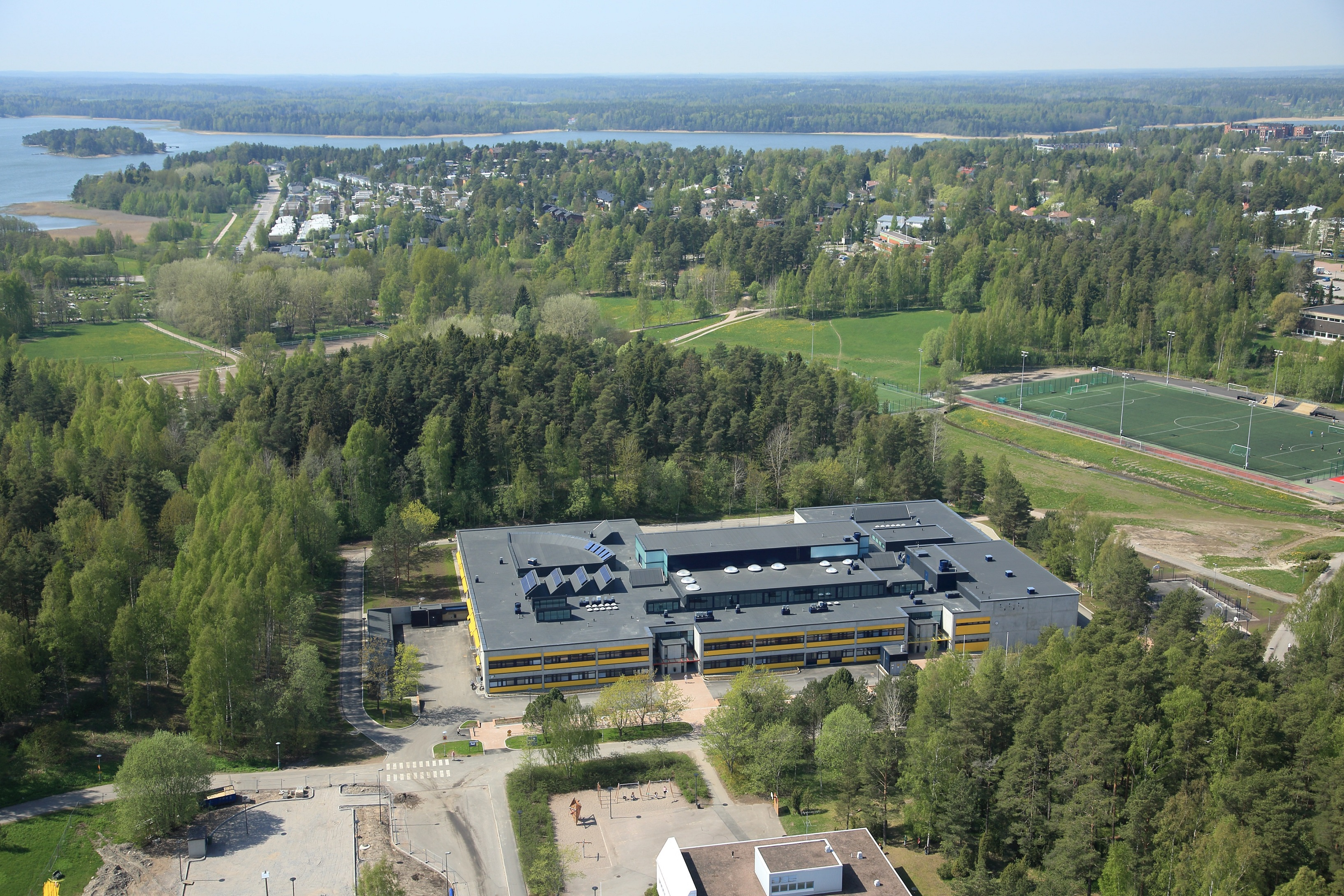
Lycée d'Espoonlahti.
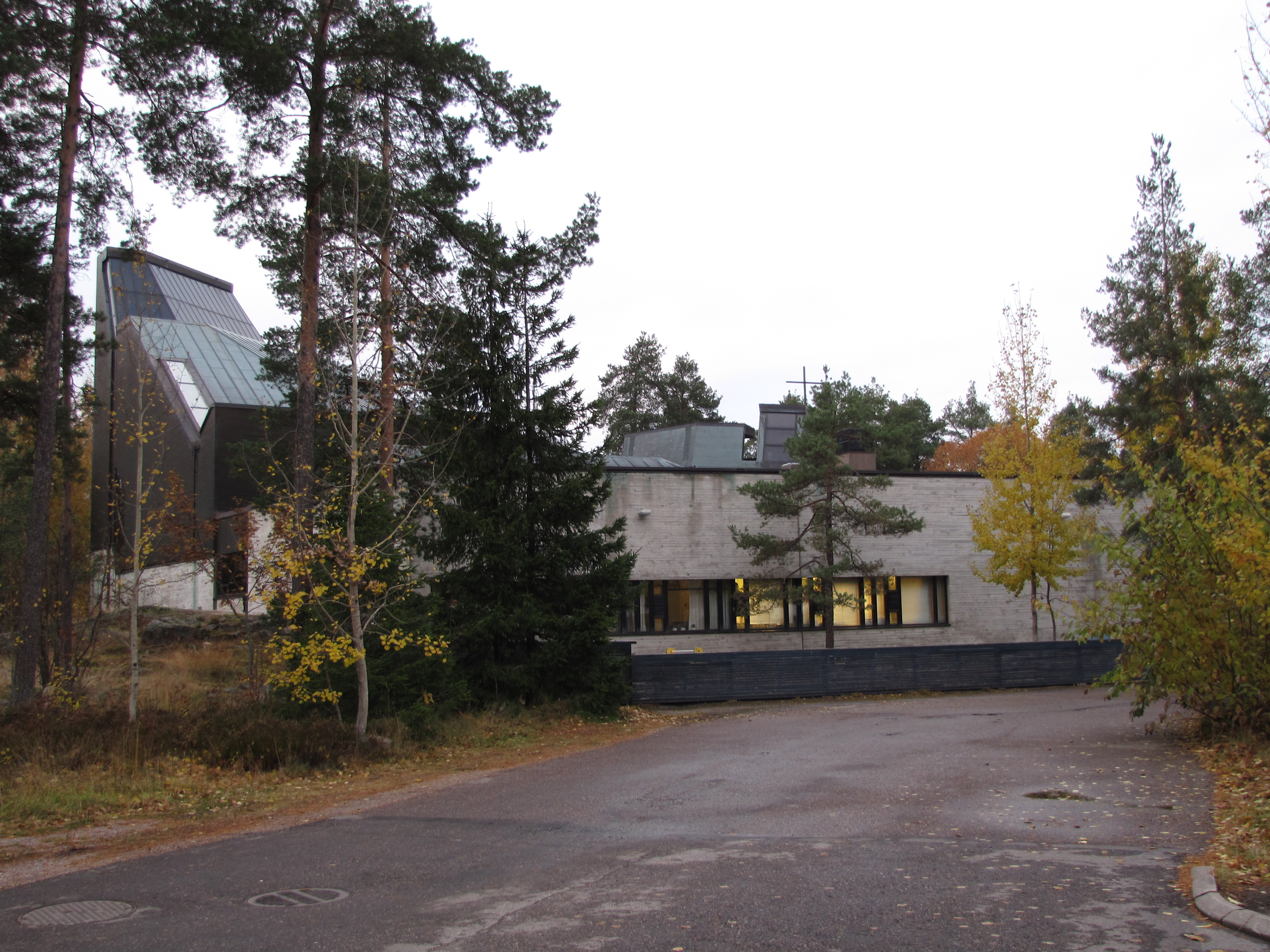
Église d'Espoonlahti.
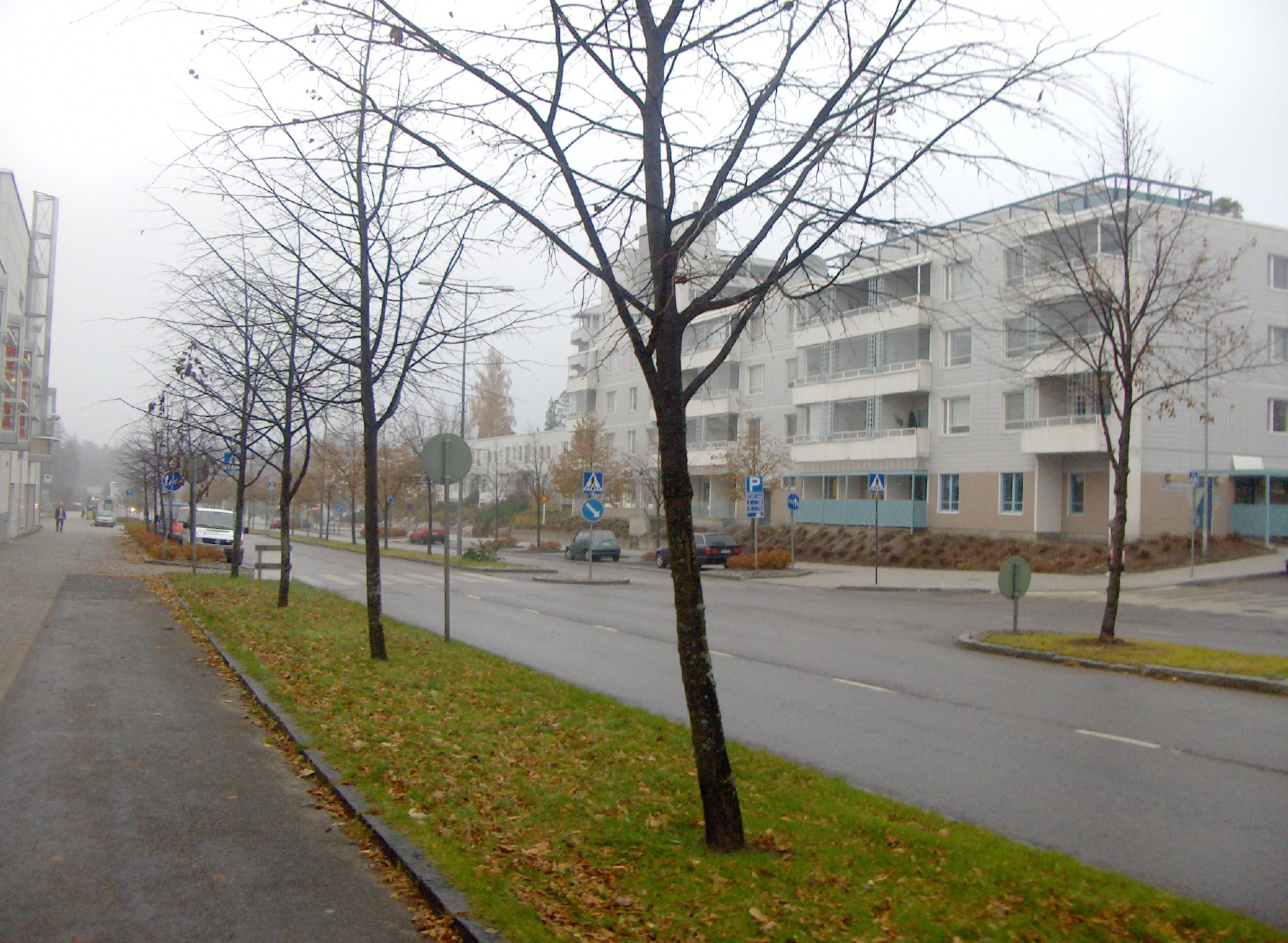
La rue Espoonlahdenkatu.
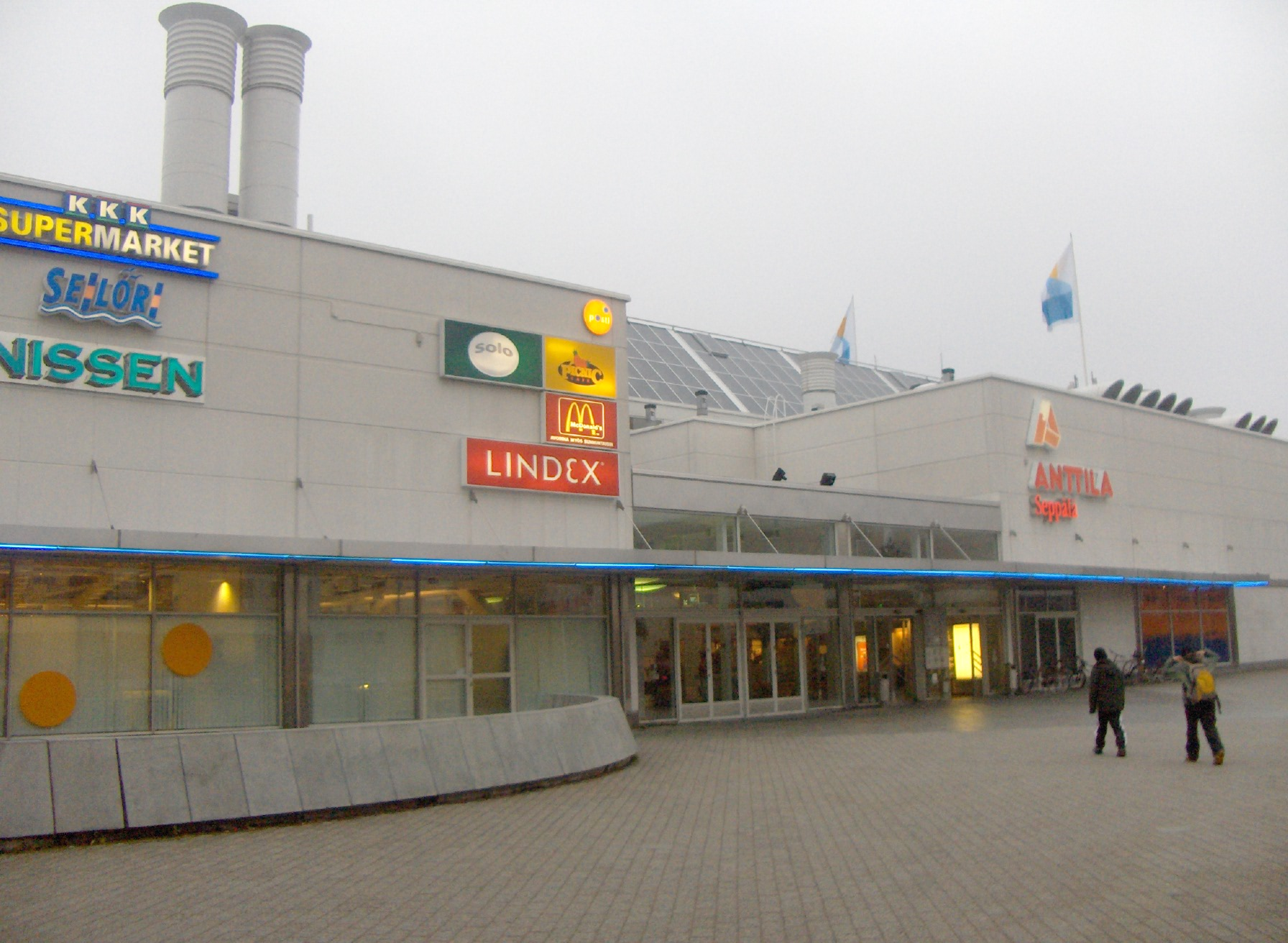
Centre commercial Lippulaiva.
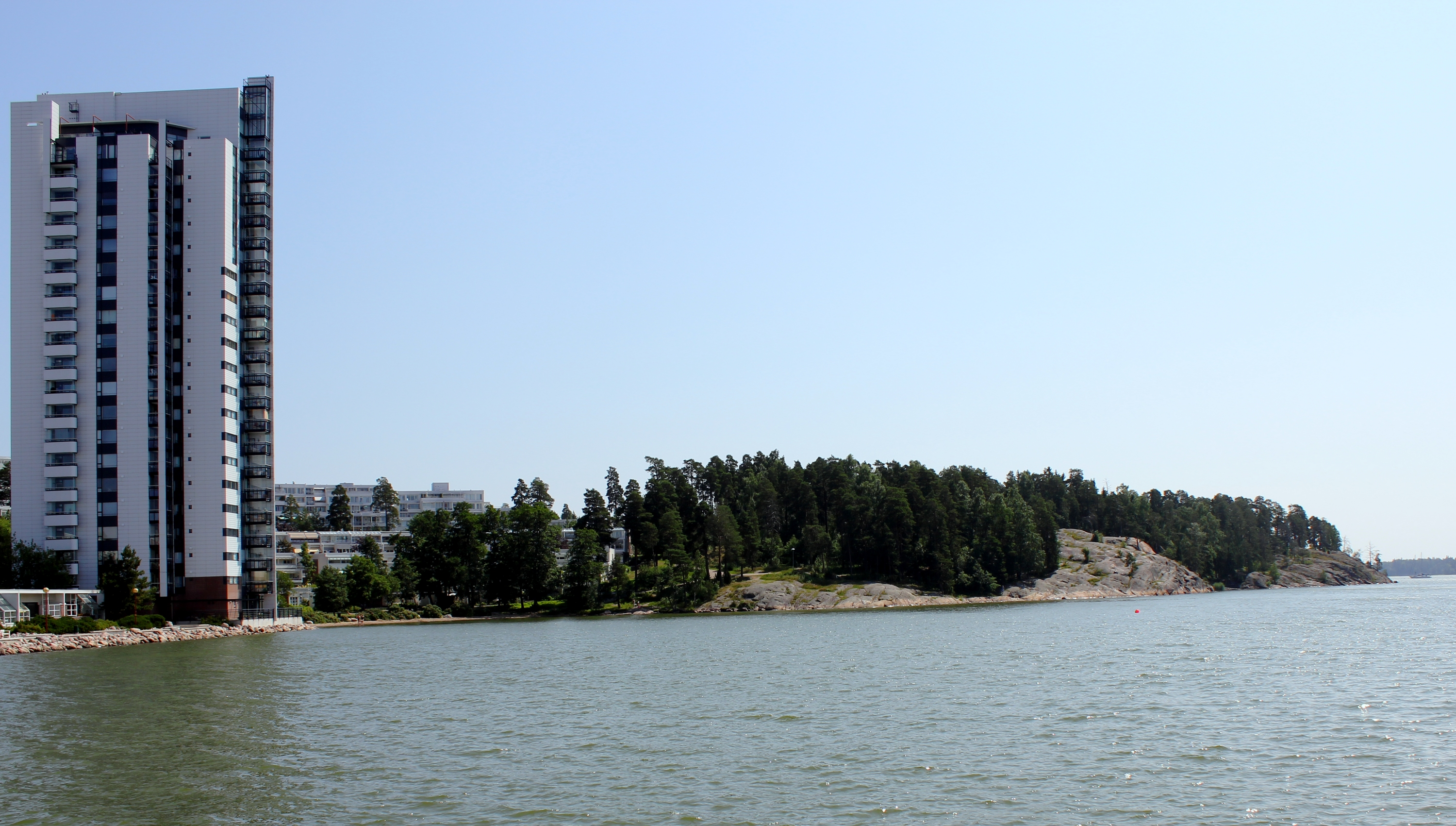
Tour d'habitation à Kivenlahti.
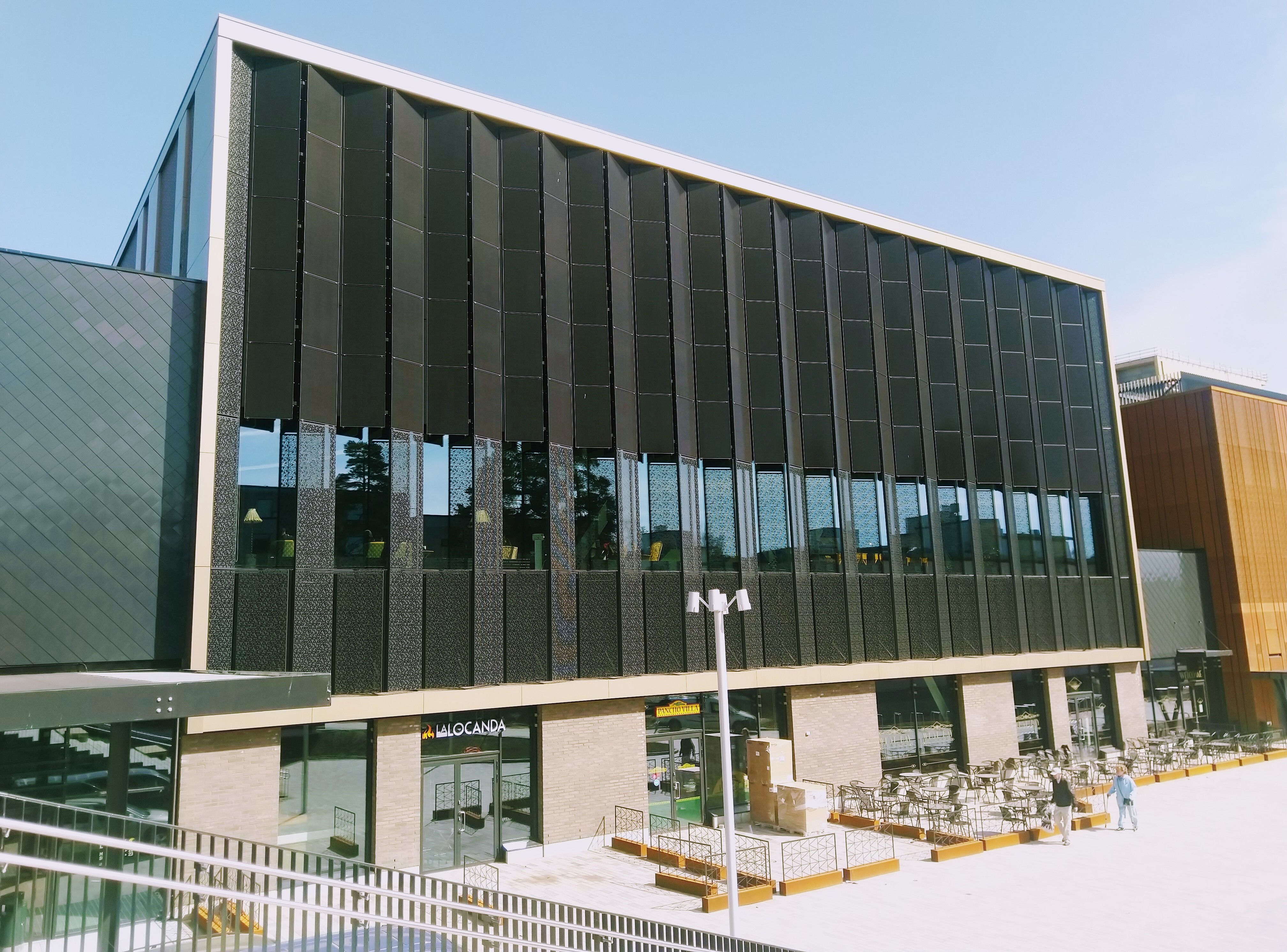
Bibliothèque de Lippulaiva